# Черехкорт
Черехкорт — горная вершина в Джейрахском районе Республики Ингушетия. Находится в восточной части Скалистого хребта, недалеко от государственной границы с Грузией; в правобережье среднего течения реки Асса. Высота над уровнем моря составляет 2230 метра. 
На её склонах стоят средневековые башенные поселения Пуй, Коки, Нилха. С вершины раскрываются панорамные виды на Ассинское и Гулойхийское ущелья, Цорей-Лоамский, Цей-Лоамский перевалы. Местность вокруг горы Черехкорт почти покрыта смешанным лесом, в основном гористая (в 4,7 км к юго-западу находится вершина высотой 3163 метра), но на северо-западе холмистая